# 三富汽車
三富汽車工業股份有限公司，簡稱三富汽車，是臺灣曾經存在的汽車製造商，1966年3月4日由李水土創辦，是臺灣第一家同時與兩家外國車廠技術合作的本土車廠：初期與日本富士重工業（今速霸陸）技術合作，生產製造速霸陸車款；後期改與法國雷諾汽車簽約，生產製造雷諾車系。可惜因雷諾車款銷售不佳，三富汽車虧損嚴重，後來曾幫日本五十鈴汽車代工生產五十鈴Trooper外銷美國，並塗裝代工五十鈴Panther商用車、於1997年替王記汽車代工組裝現代Accent，甚至在裕隆汽車塗裝線遭受火災時幫忙塗裝代工，卻未能挽回其頹勢；加上家族經營理念分歧，終於1999年停業。
1999年三富汽車停業後，台塑集團以新台幣12.5億元買下三富汽車位於臺中王田及大肚之廠房土地，三富汽車正式退出臺灣汽車製造業。

## 公司沿革
- 1966年：3月4日李水土創辦三富汽車工業股份有限公司。
- 1967年：與日本富士重工業簽訂技術合作合約。
- 1968年：推出三富360輕型車（即速霸陸360），搭載356c.c.氣冷式二衝程直列二缸EK31型引擎。
- 1973年：三富360輕型車改搭載356c.c.水冷式二衝程直列二缸EK34型引擎。
- 1977年：10月28日與美國安德遜公司簽約，由該公司代銷三富製造之輕型車「三富550」[1]。
- 1978年：開始生產搭載544c.c.水冷式SOHC四衝程EK23型引擎的輕型商用車「三富小霸王」。
- 1981年：5月28日與法商雷諾汽車簽署技術合作合約[2]，同年大肚廠擴建完成。
- 1982年：與和泰汽車簽訂代理合約，以增加銷售通路。
- 1983年：挾著1982年歐洲年度風雲車冠軍頭銜的雷諾9號（英语：Renault 9 & 11）上市[3]。
- 1985年：推出雷諾11號（英语：Renault 9 & 11）。
- 1987年：由於富士重工業與大慶汽車簽約技術合作，遂與前者中止合約，另一原因則是該公司曾向雷諾承諾不與速霸陸合作生產排氣量1.0L以上之轎車[4]，抑制了公司發展。同年該公司另成立山通企業，代理法國雷諾汽車之進口與銷售。
- 1988年：增資為新台幣25億元，股票公開上市。
- 1989年：以雷諾Express為藍本修改的紅龍商用車與雷諾21號（英语：Renault 21）上市。
- 1997年：替王記汽車代工組裝現代Accent（英语：Hyundai Accent）轎車。
- 1999年：台塑集團以新台幣12.5億元買下該公司位於臺中王田及大肚之廠房土地，另成立台朔汽車。
- 2000年：10月與雷諾汽車終止合約，結束長達19年的合作關係[5]。

## 關係企業與子公司
- 群富汽車股份有限公司（已解散）
- 大井實業股份有限公司（已解散）
- 富勤模具工業股份有限公司：臺中市大肚區王田里興和路185巷10之4號2樓（已解散）